# Vural Güler
Vural Güler (* 1971 in Ankara, Türkei) ist ein türkischer Sänger und Bağlamaspieler, der türkische Volkslieder (Türkü) singt.

## Leben
Der Musiker und Lehrer Vural Güler wurde 1971 in Ankara geboren. Von 1986 bis 1990 erhielt er Unterricht in Musiktheorie von Lütfü Atan, dem Direktor des städtischen Chors der Stadt Altındağ und wirkte vier Jahre in Chören, Volkstanzensembles und Theatern der Städte Ankara und Altındağ mit. Von 1990 bis 1992 erhielt er eine musikalische Ausbildung in Chormusik und in den Spieltechniken der Bağlama von İhsan Öztürk. Sein anschließendes Studium an der Technischen Universität İstanbul ermöglichte Vural Güler einen Transfer zur musikwissenschaftlichen Fakultät an die Goethe-Universität in Frankfurt am Main. Im Jahr 1997 gründete er die Harmonie-Musikschule in Frankfurt.

## Künstlerisches Schaffen und Musikstil
Seit über 20 Jahren spielt und unterrichtet Vural Güler Bağlama, Tar und Laute. Darüber hinaus tritt er regelmäßig bei interkulturellen Musik- und Liederabenden, Konzerten und Festivals in Deutschland, der Türkei und im europäischen Ausland auf, unter anderem über 15 Jahren mit dem Sänger und Komponist Hasan Yükselir. Er trat unter anderem in der Alten Oper und im Internationalen Theater Frankfurt, im Rahmen der Ethno-Dance-Night Wiesbaden, des Europa-Forums der Commerzbank, des Kultursommers Hanau und im Ledermuseum Offenbach sowie mehrmals im Rahmen der Parade der Kulturen und des MainWeltmusik-Festivals Offenbach sowie auf der Interkulturellen Bühne am Frankfurter Mainuferfest auf.
Vural Güler betätigt sich seit 2001 im Künstlerteam von Su Arts und ist neben Hasan Yükselir eine der führenden Kräfte in der künstlerischen Weiterentwicklung des Türkü als überregionales Musikidiom für die europäische und internationale Welt- und Kunstmusik im Rahmen des Projektes „Türkü ohne Grenzen“.
Bei seinen Auftritten bearbeitet Vural Güler traditionelle anatolische Volkslieder und interpretiert diese unter Mitwirkung von nationalen und internationalen Künstlern.
2014 veröffentlichte er sein Album Üryan – (Nackt), das aus insgesamt zwölf Volksweisen aus verschiedenen Regionen Anatoliens, darunter einem Instrumentalstück, besteht.
Der Musiker setzt in seinen Konzerten sowohl moderne als auch traditionelle türkische Instrumente ein.

## Diskografie
2014: ÜRYAN – (Nackt)